# Alain Fischer
Alain Fischer (* 11. September 1949 in Paris) ist ein französischer Mediziner. Er erforschte insbesondere angeborene Immunschwächen und deren  gentherapeutischen Behandlung.
Fischer erhielt 1979 sein Diplom und seinen Doktorgrad in Medizin an der Universität Paris VII. Er ist Professor für pädiatrische Immunologie an der Universität Paris V (Universität Paris Descartes) und am Institut universitaire de France. Seit 1996 ist er außerdem Leiter der Abteilung pädiatrische Immunologie am Hôpital Necker–Enfants malades in Paris. Er ist seit 1991 Leiter der INSERM-Gruppe Normale und pathologische Entwicklung des Immunsystems (Développement normal et pathologique du système immunitaire).
Mit Marina Cavazzana-Calvo gelang ihm 1999 die erste erfolgreiche klinische Gentherapie bei einer angeborenen Immunschwäche. Zwei der Kinder entwickelten dabei allerdings Leukämien, da bei der Gentherapie versehentlich auch ein Proto-Onkogen eingebaut wurde. Die Studie wurde deshalb zeitweilig abgebrochen.
1998 erhielt er den Ernst Jung-Preis und 2001 in Genf den Prix Louis-Jeantet in Medizin. 2008 erhielt er den Grand Prix des INSERM (Institut national de la santé et de la recherche médicale) und 2012 den Avery-Landsteiner-Preis. Für 2014 wurde ihm der Robert-Koch-Preis zugesprochen, für 2015 der Japan-Preis. Er ist Mitglied der Académie des sciences (2002), der Académie nationale de Médecine (2011), der European Molecular Biology Organization (EMBO, 2002), der Academia Europaea (2009) und der National Academy of Sciences (2019). 2010 wurde er Offizier der Ehrenlegion. 2003 bis 2009 war er im nationalen französischen Ethikrat. 2015 erhielt er ein Ehrendoktorat der Universität Ulm. Für 2022 wurde Fischer die Ernst Jung-Medaille zugesprochen.